# Фернандо Редондо
Фернандо Редондо (ісп. Fernando Redondo, нар. 6 червня 1969, Буенос-Айрес) — колишній аргентинський футболіст, півзахисник.

## Клубна кар'єра
У дорослому футболі дебютував 1985 року виступами за «Аргентинос Хуніорс», в якому провів п'ять сезонів, взявши участь у 75 матчах чемпіонату.
Протягом 1990—1994 років захищав кольори клубу «Тенерифе».
Своєю грою за команду привернув увагу Хорхе Вальдано, який тренував островитян, а 1994 року очолив «Реал Мадрид». До складу своєї нової команди тренер взяв і свого колишнього підопічного. Редондо відіграв за королівський клуб наступні шість сезонів своєї ігрової кар'єри. Більшість часу, проведеного у складі мадридського «Реала», був основним гравцем команди. За цей час двічі виборював титул чемпіона Іспанії, ставав дворазовим переможцем Ліги чемпіонів УЄФА та володарем Міжконтинентального кубка.
У мадридському клубі він грав до 2000 року. Але був змушений покинути улюблену команду, оскільки до клубу прийшов Флорентіно Перес. Новий президент частково компенсував покупку у «Барселони» Луїша Фігу продажем Редондо в «Мілан».
Але в італійському клубі Фернандо так і не зміг заграти. Постійні травми і операції поставили хрест на його подальшій професійній кар'єрі. Коли Редондо зрозумів, що вже не зможе оговтатися після розриву хрестоподібних зв'язок, то, незважаючи на діючий контракт і прекрасні стосунки з керівництвом, він сам відмовився отримувати зарплату в міланському клубі.
Над вирішенням піти з великого футболу Редондо роздумував довго. У 2004 році віце-президент «Мілана» Адріано Галліані запропонував аргентинцеві продовжити контракт, але Фернандо вирішив відмовитися і присвятити себе сім'ї. Незважаючи на нечасті виходи не поле, за чотири роки в італійському клубі Редондо до переліку своїх трофеїв титул володаря Кубка Італії, ставав чемпіоном Італії та переможцем Ліги чемпіонів УЄФА.
Попри те, що Редондо оголосив про закінчення кар'єри, багато клубів до останнього намагалися роздобути цього гравця. У нього були пропозиції з Англії, Катару і Іспанії. Фернандо хотів продовжити виступ на Піренейському півострові, але був готовий погодитися на пропозицію тільки одного клубу — «Реала». Проте, максимум, що йому запропонував його колишній клуб, це грати за команду ветеранів. Фернандо відмовився і в 2004 році у віці 35 років офіційно повісив бутси на цвях.

## Виступи за збірну
1992 року дебютував в офіційних матчах у складі національної збірної Аргентини. Це могло б статися й раніше, але Редондо відмовився їхати на ЧС-1990, посилаючись на те, що не може кинути навчання на економічному факультеті. У 1994 році Фернандо таки поїхав на мундіаль, будучи основним футболістом національної команди. У першій же грі, з Грецією, Редондо зробив гольовий пас на Марадону, а його команда перемогла 4:0. Однак, через один матч, Дієго дискваліфікували. А без нього команда програла дві зустрічі. Редондо грав за збірну до 1999 року. Крім постійних травм, перешкодив йому проявити себе в національній команді і конфлікт з тренером Даніелем Пассареллою. Тренер зажадав, щоб всі гравці перед ЧС-1998, заради зміцнення дисципліни, коротко постриглися. І якщо Габрієль Батістута погодився розлучитися зі своєю зачіскою, то Фернандо Редондо і Клаудіо Каніджа відкрито висміяли дивну вимогу Пассарелли і не поїхали на світову першість.
Всього протягом кар'єри у національній команді, яка тривала 8 років, провів у формі збірної 29 матчів, забивши 1 гол.
У складі збірної був учасником розіграшу Кубка Конфедерацій 1992 року у Саудівській Аравії, здобувши того року титул переможця турніру, розіграшу Кубка Америки 1993 року в Еквадорі, здобувши того року титул континентального чемпіона і чемпіонату світу 1994 року у США,.

## Титули і досягнення

### Командні
- Чемпіон Іспанії (2):

«Реал Мадрид»: 1994-95, 1996-97
- Володар Суперкубка Іспанії з футболу (1):

«Реал Мадрид»: 1997
- Володар Кубка Італії (1):

«Мілан»: 2002-03
- Чемпіон Італії (1):

«Мілан»: 2003-04
- Переможець Ліги чемпіонів УЄФА (3):

«Реал Мадрид»: 1997-98, 1999-00
«Мілан»: 2002-03
- Володар Міжконтинентального кубка (1):

«Реал Мадрид»: 1998
- Володар Суперкубка УЄФА (1):

«Мілан»: 2003

### Збірні
- Чемпіон Південної Америки (U-16): 1985
- Володар Кубка конфедерацій (1):

1992
- Володар Кубка Америки (1):

1993

### Особисті
- Найкращий гравець Ліги Чемпіонів: 1999-00